# Camerlengo

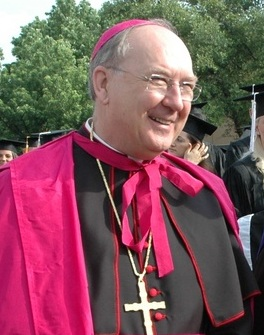
Camerlengo Kevin Farrell als Erzbischof (2007)

Der Camerlengo (italienisch für Kämmerer, lateinisch Camerarius Camerae Apostolicae) oder Kardinalkämmerer der Heiligen Römischen Kirche (lateinisch Camerarius Sanctae Romanae Ecclesiae; deutsch auch Kardinal-Camerlengo und Kardinalkämmerer) ist ein Amt der römischen Kurie. Der Amtsträger ist immer ein Kardinal und verwaltet die Besitztümer und Einkünfte des Heiligen Stuhls.
Während der Sedisvakanz ist er für die Organisation des Konklaves und die Verwaltung des Heiligen Stuhls verantwortlich, führt also die Staatsgeschäfte.
Nach dem Tod von Jean-Louis Kardinal Tauran am 5. Juli 2018 war das Amt bis zur Ernennung von Kevin Kardinal Farrell am 14. Februar 2019 vakant. Vizecamerlengo ist Erzbischof Ilson de Jesus Montanari. Die Vorgänger Kardinal Farrells sind in der Liste der Kardinalkämmerer der Heiligen Römischen Kirche aufgeführt.
Zu unterscheiden ist das von 1150 bis 1997 existierende Amt des Kämmerers des Heiligen Kardinalskollegiums, der für die Verwaltung der Einkünfte des Kardinalskollegiums zuständig war.

## Geschichte
Dem Camerlengo obliegt die Führung der Apostolischen Kammer, der früheren päpstlichen Finanzbehörde. Der aus den Reihen des Kardinalskollegiums stammende Camerlengo wird seit dem 15. Jahrhundert vom Papst ernannt.

## Aufgaben bei Eintritt der Sedisvakanz
Der im Kardinalsrang stehende Kämmerer der Kirche stellt den Tod des Papstes fest und übernimmt während der Sedisvakanz als Vorsitzender der Sonderkongregationen, unterstützt von drei per Los bestimmten Kardinal-Assistenten, die Verwaltung der römischen Kirche, allerdings ohne Jurisdiktionsgewalt.
Die Feststellung des Todes läuft nach einem festgelegten Ritual ab. Dabei betritt der Kardinalkämmerer, begleitet von einer mit Hellebarden bewaffneten Wache der Schweizergarde (als Zeichen der auf ihn übergegangenen Autorität), im Beisein des Zeremoniärs, der Prälaten sowie des Sekretärs und Kanzlers der Apostolischen Kammer das Schlafzimmer des Papstes. Der Camerlengo stellt den Tod des Papstes offiziell fest. Danach stellt der Sekretär und Kanzler der Apostolischen Kammer unverzüglich eine amtliche Sterbeurkunde aus (die Todesursache muss nicht genannt, eine Autopsie nicht angeordnet werden). Das früher benutzte elfenbeinerne oder silberne Hämmerchen, mit dem der Camerlengo dem Verstorbenen dreimal auf die Stirn klopfte, sowie die Prozedur, den Verstorbenen auf Lateinisch bei seinem Taufnamen zu rufen und ihn zu fragen, ob er schlafe, wird nicht mehr durchgeführt.
Der Zeitpunkt der Veröffentlichung des Todes liegt in der Hand des Camerlengo. Ist der Tod des Papstes offiziell festgestellt, nimmt der Camerlengo dem Verstorbenen den Fischerring ab, das Symbol der päpstlichen Macht. Der Ring wird im Rahmen der ersten Vollversammlung der Kardinäle nach dem Tod des Papstes gemeinsam mit dem Bleisiegel des Pontifikats vor den Augen der Anwesenden zerbrochen, theoretisch in so viele Teile, wie Kardinäle anwesend sind.

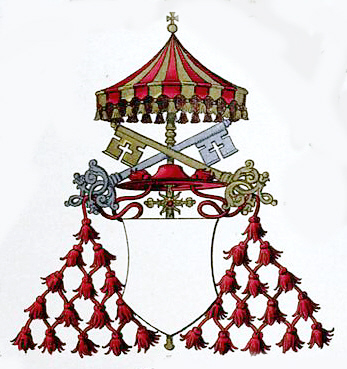
Wappen des Kardinalkämmerers während der Sedisvakanz

Der Camerlengo nimmt die päpstlichen Paläste in Besitz und sorgt dafür, dass das Arbeitszimmer und die Privatgemächer des verstorbenen Papstes versiegelt werden. Ebenso fallen Beisetzung des Papstes und korrekte Wahl des Nachfolgers in den Verantwortungsbereich des Camerlengos. Während der Sedisvakanz wird das Wappen des Heiligen Stuhls durch die Insignien der Apostolischen Kammer ersetzt, die sich aus dem persönlichen Wappen des Camerlengos zusammensetzen, das von einem als Padiglione (lateinisch umbraculum) bezeichneten Baldachin und den gekreuzten Petrusschlüsseln überragt wird. Den Tod des Papstes teilt er dem Generalvikar (auch Kardinalvikar) der Diözese Rom mit, dieser wiederum unterrichtet dann die Bevölkerung. Der Kardinalkämmerer leitet auch die feierliche Prozession zur Aufbahrung des verstorbenen Papstes im Petersdom.

## Wappen
Während der Sedisvakanz obliegen dem Kardinalkämmerer die Staatsgeschäfte des Heiligen Stuhls und er führt als Zeichen seiner Macht zusätzlich zu den Insignien eines Kardinals die Schlüssel Petri sowie den Padiglione in seinem Wappen. Der Inhalt des Wappenschilds ist jedem Träger eigen. Das gilt auch für das Wappenschild der jeweiligen Sedisvakanzmünzen.

Wappen von Bartolomeo Pacca als Camerlengo während der Sedisvakanz 1823
Wappen von Tommaso Riario Sforza als Camerlengo während der Sedisvakanz 1846
Wappen von Gioacchino Vicenzo Pecci als Camerlengo während der Sedisvakanz 1878
Wappen von Francesco Salesio Della Volpe während der Sedisvakanz 1914
Wappen von Pietro Gasparri als Camerlengo während der Sedisvakanz 1922
Wappen von Eugenio Maria Pacelli während der Sedisvakanz 1939
Wappen von Benedetto Aloisi Masella als Camerlengo während der Sedisvakanzen 1958 und 1963
Wappen von Jean-Marie Villot als Camerlengo während der Sedisvakanzen 1978
Wappen von Eduardo Martinez Somalo als Camerlengo während der Sedisvakanz im April 2005
Wappen von Tarcisio Bertone als Camerlengo während der Sedisvakanz 2013
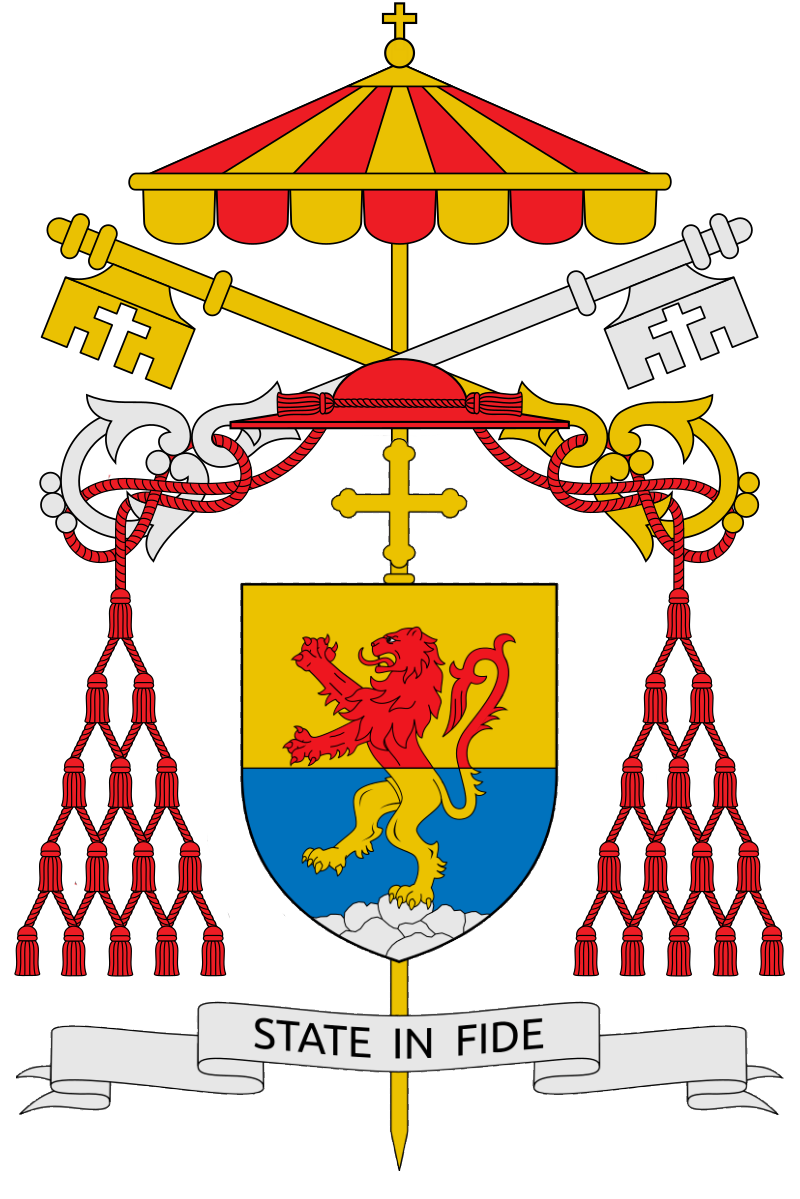
Wappen von Kevin Farrell während der Sedisvakanz 2025